# Louis Yamaguchi
Louis Takaji Julien Thébault-Yamaguchi (山口 瑠伊?, Yamaguchi Louis; La Garenne-Colombes, 28 maggio 1998) è un calciatore giapponese con cittadinanza francese, portiere del Kawasaki Frontale.

## Biografia
Nato a La Garenne-Colombes da padre francese e madre giapponese, si è trasferito a Tokyo a soli sei mesi di età.

## Carriera

### Club
Ha iniziato a giocare a calcio nel settore giovanile del FC Tokyo, in cui è rimasto fino al 2014, quando è tornato in Francia ed è stato tesserato dal Lorient. Il 16 giugno 2017 si trasferisce all'Extremadura UD B, con cui firma un biennale con opzione; esordisce in prima squadra il 3 novembre 2019, nella partita di Segunda División persa per 1-3 contro il Girona.
L'11 agosto 2020 viene tesserato dal Recreativo Huelva, con cui firma un annuale; rimasto svincolato, il 28 dicembre 2021 passa al Mito HollyHock, con cui disputa due stagioni da titolare. Il 6 gennaio 2024 viene acquistato dal Machida Zelvia, con cui tuttavia colleziona una sola presenza; il 14 agosto seguente passa in prestito al Kawasaki Frontale, che lo riscatta nel successivo mese di dicembre. Nel 2025 si impone come titolare nel ruolo, arrivando a conquistare la finale di Champions League.

### Nazionale
Nel 2017 è stato convocato con la nazionale Under-20 giapponese per il Mondiale di categoria.

## Statistiche

### Presenze e reti nei club
Statistiche aggiornate al 1º maggio 2025.
| Stagione                 | Club                     | Campionato               | Campionato | Campionato | Coppe nazionali | Coppe nazionali | Coppe nazionali | Coppe continentali | Coppe continentali | Coppe continentali | Altre coppe | Altre coppe | Altre coppe | Totale | Totale |
| Stagione                 | Club                     | Comp                     | Pres       | Reti       | Comp            | Pres            | Reti            | Comp               | Pres               | Reti               | Comp        | Pres        | Reti        | Pres   | Reti   |
| ------------------------ | ------------------------ | ------------------------ | ---------- | ---------- | --------------- | --------------- | --------------- | ------------------ | ------------------ | ------------------ | ----------- | ----------- | ----------- | ------ | ------ |
| 2017-2018                | Extremadura UD B         | TD                       | 30         | -48        | -               | -               | -               | -                  | -                  | -                  | -           | -           | -           | 30     | -48    |
| 2018-2019                | Extremadura UD B         | TD                       | 30         | -21        | -               | -               | -               | -                  | -                  | -                  | -           | -           | -           | 30     | -21    |
| 2019-2020                | Extremadura UD B         | TD                       | 2          | -5         | -               | -               | -               | -                  | -                  | -                  | -           | -           | -           | 2      | -5     |
| Totale Extremadura UD B  | Totale Extremadura UD B  | Totale Extremadura UD B  | 62         | -74        |                 | -               | -               |                    | -                  | -                  |             | -           | -           | 62     | -74    |
| 2017-2018                | Extremadura UD           | SDB                      | 0          | 0          | -               | -               | -               | -                  | -                  | -                  | -           | -           | -           | 0      | 0      |
| 2018-2019                | Extremadura UD           | SD                       | 0          | 0          | CR              | 0               | 0               | -                  | -                  | -                  | -           | -           | -           | 0      | 0      |
| 2019-2020                | Extremadura UD           | SD                       | 1          | -3         | CR              | 1               | -1              | -                  | -                  | -                  | -           | -           | -           | 2      | -4     |
| Totale Extremadura UD    | Totale Extremadura UD    | Totale Extremadura UD    | 1          | -3         |                 | 1               | -1              |                    | -                  | -                  |             | -           | -           | 2      | -4     |
| 2020-2021                | Recreativo Huelva        | SDB                      | 4          | -5         | -               | -               | -               | -                  | -                  | -                  | CF          | 1           | -1          | 5      | -6     |
| 2022                     | Mito HollyHock           | J2                       | 34         | -34        | CG              | 0               | 0               | -                  | -                  | -                  | -           | -           | -           | 34     | -34    |
| 2023                     | Mito HollyHock           | J2                       | 29         | -45        | CG              | 0               | 0               | -                  | -                  | -                  | -           | -           | -           | 29     | -45    |
| Totale Mito HollyHock    | Totale Mito HollyHock    | Totale Mito HollyHock    | 63         | -79        |                 | 0               | 0               |                    | -                  | -                  |             | -           | -           | 63     | -79    |
| gen.-ago. 2024           | Machida Zelvia           | J1                       | 0          | 0          | CG+CdL          | 1+0             | -1 + 0          | -                  | -                  | -                  | -           | -           | -           | 1      | -1     |
| ago.-dic. 2024           | Kawasaki Frontale        | J1                       | 0          | 0          | CG+CdL          | 0+2             | 0 + -4          | -                  | -                  | -                  | SG          | -           | -           | 2      | -4     |
| 2025                     | Kawasaki Frontale        | J1                       | 10         | -7         | CG+CdL          | 0+0             | 0               | AFC                | 5                  | -5                 | -           | -           | -           | 15     | -12    |
| Totale Kawasaki Frontale | Totale Kawasaki Frontale | Totale Kawasaki Frontale | 10         | -7         |                 | 2               | -4              |                    | 5                  | -5                 |             | -           | -           | 17     | -16    |
| Totale carriera          | Totale carriera          | Totale carriera          | 140        | -168       |                 | 4               | -6              |                    | 5                  | -5                 |             | 1           | -1          | 150    | -180   |